# Operace Pilíř obrany
Operace Pilíř obrany (hebrejsky: עַמּוּד עָנָן, Amud anan, doslova „sloup oblakový“) byla operace IOS v pásmu Gazy zahájená 14. listopadu 2012 zabitím Ahmada Džabarího, velitele vojenského křídla Hamásu.
Podle izraelského prohlášení bylo hlavním důvodem zahájení operace intenzivní raketové ostřelování izraelského území palestinskými radikálními skupinami a stupňujícími se útoky proti izraelským vojákům na hranici mezi Izraelem a pásmem Gazy. Naproti tomu militanti z Gazy popřeli označení za agresora, ale naopak deklarovali právo hájit své občany proti blokádě pásma Gazy a proti izraelské okupaci Západního břehu Jordánu a Východního Jeruzaléma.
Samotnou operaci zahájilo izraelské letectvo raketovými útoky na jednoho z čelných představitelů Hamásu Ahmada Džabarího a řadu dalších cílů v pásmu Gazy a to včetně civilních, které palestinští radikálové dle tvrzení izraelských představitelů využívají pro vojenské účely. Palestinské odbojové skupiny odpověděly zintenzivněním raketových útoků, při kterých byly nasazeny rakety středního a dlouhé doletu schopné zasáhnout velké městské aglomerace.
Zintenzivnění bojů vyvolalo mezinárodní vlnu reakcí; arabské a muslimské země podpořily boj palestinských organizací a odsoudily Izrael za agresivní jednání, západní země většinou vyjadřovaly podporu Izraeli a jeho právu na ochranu jeho území. Řada zemí požadovala ukončení útoků proti civilnímu obyvatelstvu a vyslovila se proti rozšíření bojů. Před zahájením pozemní operace, ke které se Izrael začal připravovat, varovaly i některé ze západních zemí. Proti eskalaci násilí se vyjádřily i mezinárodní a nadnárodní organizace. RB OSN, která se kvůli zahájení bojů sešla na svém mimořádném zasedání nedosáhla žádného výsledku.
Se zvyšováním intenzity bojů se začaly zvyšovat i počty civilních obětí. Na straně Palestinců v důsledku izraelských útoků ztráty na civilním obyvatelstvu v konečném součtu činily 105 mrtvých včetně žen a dětí. Na straně Izraele zahynuli na následky raketových útoků palestinských skupin 4 civilisté včetně jedné ženy.
V jednáních o ukončení bojů se angažovaly některé arabské země v čele s Egyptem. Egyptský prezident Muhammad Mursí nabídl oběma stranám zprostředkovaná jednání o příměří. Tato jednání nakonec vyústila ve sjednání klidu zbraní, které vstoupilo v platnost 21. listopadu. Zahájením klidu zbraní prohlásil Izrael operaci Pilíř obrany za ukončenou. Obě strany si zároveň nárokují vítězství.

## Časová osa

### Středa 14. listopadu
Samotná operace začala 14. listopadu 2012 v 16 hodin (izraelského času) útokem izraelského letectva v Gaza City, při kterém byl ve svém autě zabit A. Džabarí, velitel ozbrojeného křídla Hamásu známého jako Brigády mučedníka Izzuddína Kásama. Po tomto útoku následovaly útoky izraelského letectva proti dalším 20 objektům Hamásu v pásmu Gazy, ve kterých podle tvrzení Izraele Hamás ukrývá rakety. Představitelé IOS sdělili, že část těchto raket je uskladněna v obytných oblastech díky zvyku Hamásu používat civilní obyvatelstvo jako živé štíty.

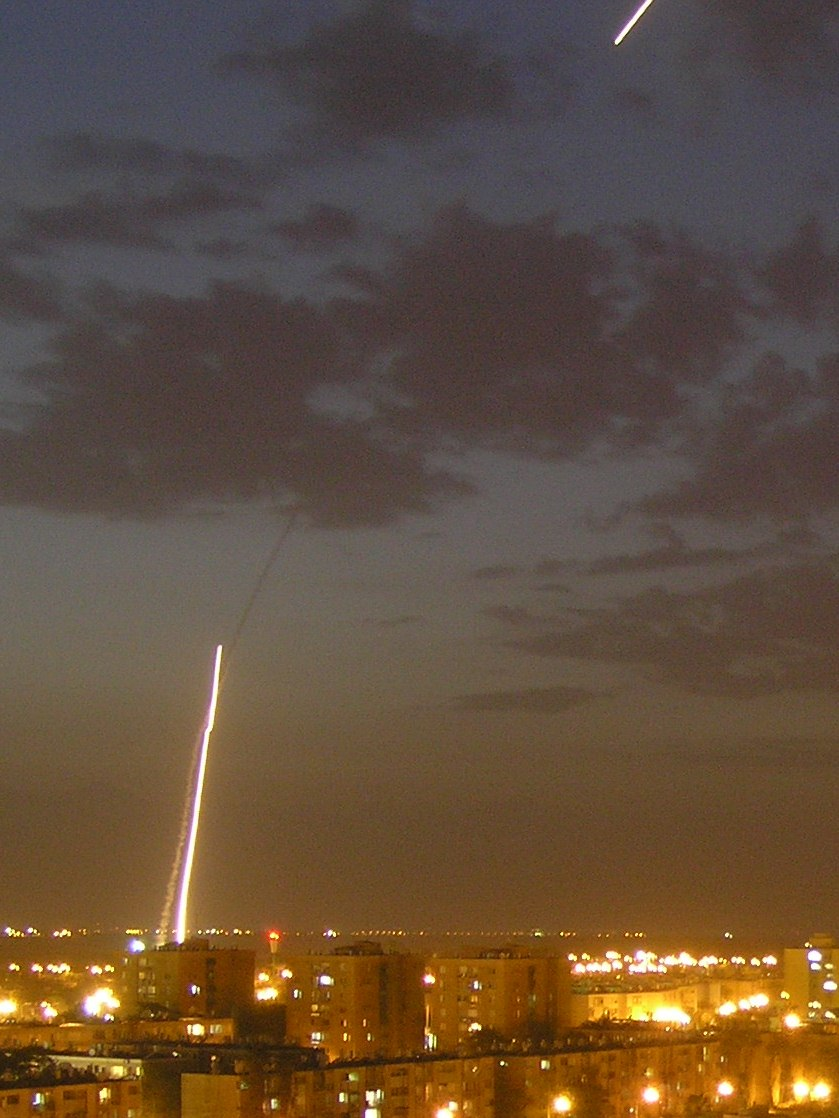
Raketa izraelského systému Železná klenba

Jako odpověď na izraelský útok zahájili palestinští radikálové raketové útoky na jižní Izrael, zejména na města Beerševa, Ašdod atd. Část těchto raket byla zničena raketami systému protiletecké ochrany nesoucímu název Železná klenba. Ještě večer 14. listopadu bylo zaznamenáno vystřelení raket proti jadernému výzkumnému středisku v Dimoně. Rakety proti Izraeli byly vypáleny i ze Sinaje.
V noci ze 14. na 15. listopadu izraelská vláda rozhodla o povolání části záloh (až 30 tisíc záložníků) pro případ nutnosti uskutečnit pozemní operaci.

### Čtvrtek 15. listopadu

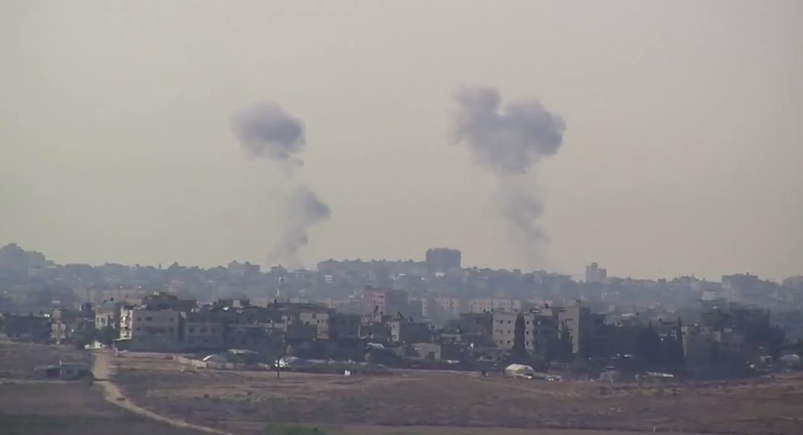
Kouř nad pásmem Gazy po izraelském bombardování

Během noci izraelské letectvo pokračovalo v útocích proti cílům v Gaze. Dle mluvčího IOS bylo během více než stovky útoků zabito sedm radikálů.
Jedna z raket vypálená z pásma Gazy zasáhla budovu v Kirjat Mal'achi, kde podle izraelských zdrojů zabila tři Izraelce a dalších pět lidí včetně jedenáctiměsíčního dítěte zranila. Během dne dopadly na předměstí Tel Avivu dvě rakety Fadžr-5. Výbuchy si nevyžádaly žádné škody na zdraví. Od války v Perském zálivu se jednalo o první rakety, které zasáhly toto izraelské město.
Během celého dne pokračoval Izrael v leteckých útocích proti pásmu Gazy. Podle palestinských zdrojů si nálet na jihu pásma vyžádal životy čtyř lidí, včetně jedné ženy a dvou dětí. V bombardovaných oblastech pásma Gazy izraelská letadla shazovala letáky vyzývající obyvatele, aby se nezdržovali poblíž budov a zařízení náležející Hamásu a jejich ozbrojeným silám. Tyto zprávy byly Izraelem vysílány i v arabštině na frekvencích Hamásu.
V noci z 15. na 16. listopadu izraelská letadla provedla dalších 70 útoků proti cílům v pásmu Gazy s cílem zničit odpalovací zařízení pro rakety. Podle palestinských zdrojů bylo během těchto náletů zabito 15 osob, včetně pěti palestinských bojovníků a dvou dětí.

### Pátek 16. listopadu
Raketa vypálená z pásma Gazy zranila v Azoru 5 izraelských civilistů.
Pásmo Gazy během dne navštívil egyptský premiér Hišám Kandíl. Cílem bylo podle jeho prohlášení ukázat solidaritu s palestinským lidem. Během tříhodinové návštěvy bylo vyhlášeno příměří. To však porušil Hamás, když jeho bojovníci odpálili další rakety proti Jeruzalému. Podle tvrzení Hamásu ale příměří porušil Izrael, když během příměří provedl nálet. Velení IOS to ale kategoricky popřelo.
Při výbuchu v Gaze byl zabit čtyřletý chlapec. Palestinské zdroje obvinily z jeho smrti Izrael. IOS vinu odmítlo s tím, že v daném prostoru žádné bombardování neprobíhalo. Odborníci z palestinského Centra pro lidská práva po průzkumu místa sdělili, že chlapec byl zabit při explozi palestinské rakety. To připustila i chlapcova matka.
Do 15. listopadu bylo z pásma Gazy proti Izraeli odpáleno asi 500 raket, z nichž Železná klenba 184 zničila za letu. Během této doby provedl Izrael útoky proti 500 cílů v pásmu Gazy.
Tvrzení bojovníků Hamásu, že se jim podařilo sestřelit izraelskou stíhačku F-16 Izrael popřel.
Během večera izraelská vláda schválila mobilizování 30–75 tisíc příslušníků armádních záloh. Ministr zahraničí Izraele prohlásil, že izraelská vláda neuvažuje o svržení palestinské vlády vedené Hamásem.

### Sobota 17. listopadu
Izraelské letectvo zařadilo mezi své cíle v pásmu Gazy kromě vojenských i objekty vládní, když jeho letadla zničila administrativní budovy Hamásu.
Pásmo Gazy navštívil tuniský ministr zahraničí Rafik Abdesalem a vyzval svět k zastavení izraelské „do očí bijící agrese“. Světová zdravotnická organizace uvedla, že nemocnice v Gaze jsou zahlcené oběťmi bombardování a čelí kritickému nedostatku léků a zdravotnického materiálu. Podle ministerstva zdravotnictví v Gaze během bombardování utrpělo zranění 245 dospělých a 137 dětí, na izraelské straně bylo za posledních dvanáct hodin při palestinských raketových útocích zraněno 16 osob. Izraelské ministerstvo obrany oznámilo otevření hraničního přechodu Kerem Šalom pro humanitární dodávky do pásma Gazy.
Podle CNN začal Izrael s přesunem vojáků a tanků, což by mohlo předznamenávat invazi do Gazy.

### Neděle 18. listopadu

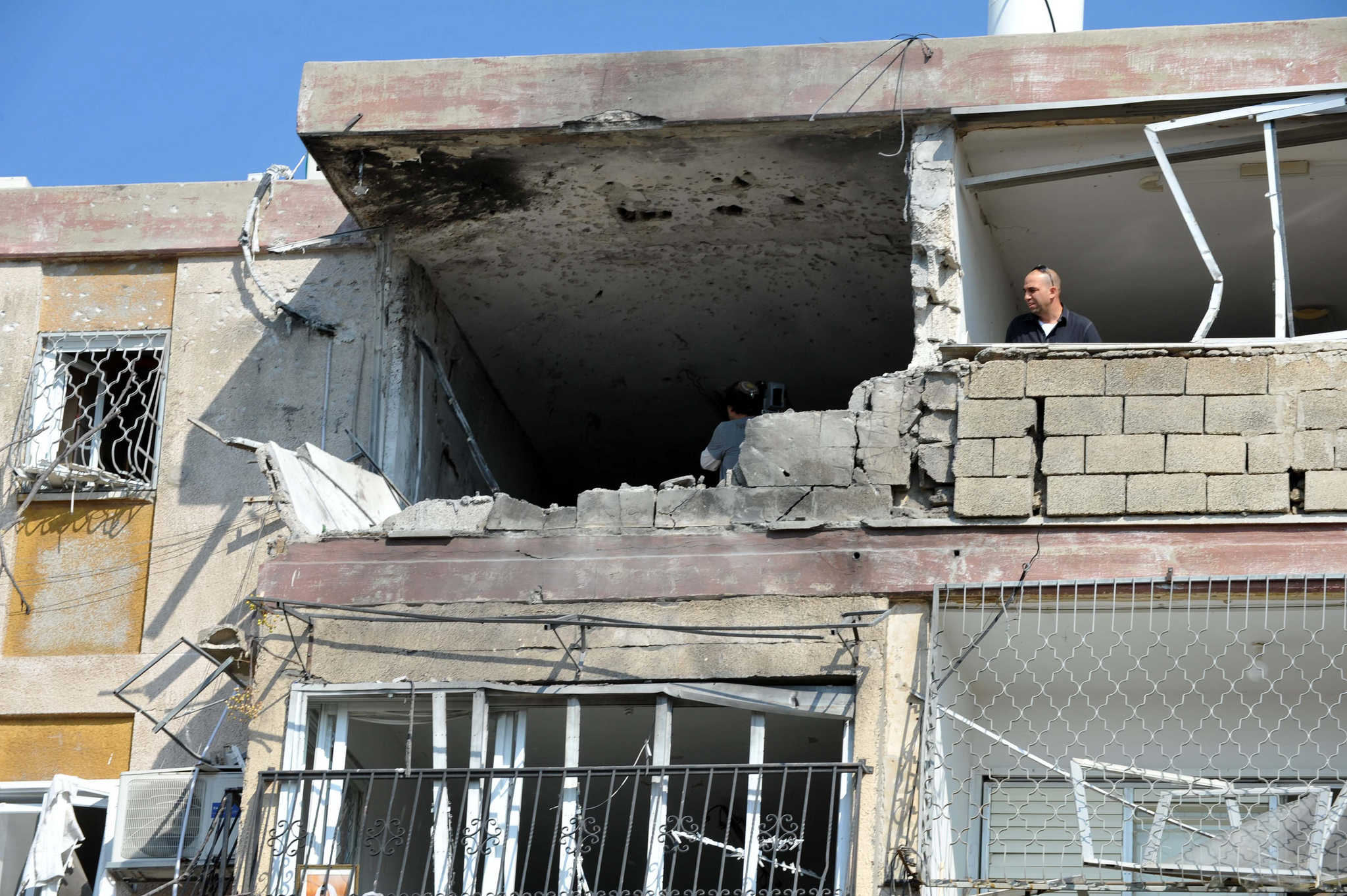
Dům v Kirjat Malachi, ve kterém zahynuli při raketovém útoku 3 lidé

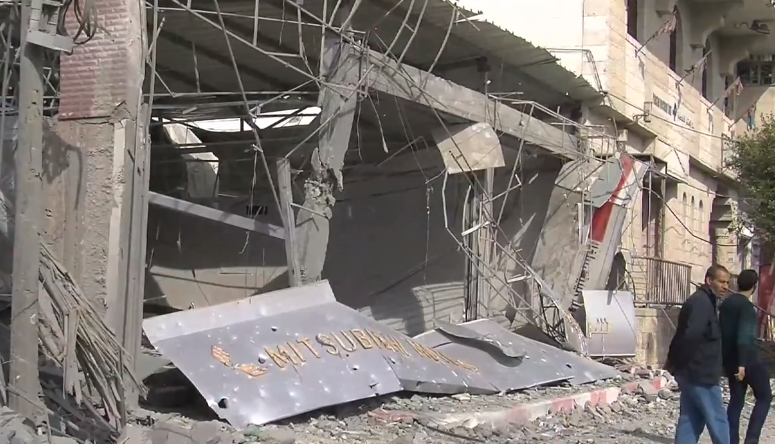
Zničený dům v Gaze po izraelském bombardování v rámci operace Pilíř obrany

Izrael pokračoval v bombardování pásma Gazy. Během bombardování byl zabit J. Abiya, dle IOS zodpovědný za většinu raketových útoků. Během bombardování byly v Gaze zasaženy i budovy, ve kterých sídlí novináři, zraněno bylo sedm palestinských novinářů, novináři z dalších redakcí Sky News, ARD, Kuwait TV atd. vyvázli bez zranění. IOS, která se rozhodla ničit i komunikační zařízení Hamásu, obvinila její představitele, že používá novináře jako živé štíty. Naproti tomu organizace Reportéři bez hranic prohlásila útok za porušení Ženevské úmluvy.
Ve čtvrti Hayy al-Nasr v Gaze zasáhla izraelská raketa vypálená na dům velitele palestinských raketových operací dům sousední. Při výbuchu zahynulo 12 (podle jiných zdrojů 9) členů domácnosti. Izrael přiznal, že došlo k omylu, cílem mělo být blízké odpaliště raket. Dalších 15 lidí zahynulo při dalších útocích.
Palestinské rakety vystřelené proti Izraeli zranily v Aškelonu dva lidi. Při dopadu další rakety byl vážně zraněn pracovník izraelské záchranné služby. Pět lidí, včetně dvouleté dívky, bylo zraněno při zásahu auta v Ofakimu. Další vypálené rakety byly zničeny protiraketovým systémem či dopadly do neobydlených oblastí.
Během dne povolil Izrael průjezd 80 nákladním automobilům s potravinami a zdravotnickým materiálem do Gazy přes přechod Kerem Šalom. Podle izraelského ministerstva zahraničí zabránil Hamás v odchodu 22 cizích státních příslušníků z Gazy. Mělo se jednat o Italy, Kanaďana, Jihokorejce, Francouze, šest japonských novinářů a dva turecké zdravotníky.
Během zasedání izraelské vlády řekl Benjamin Netanjahu, že IOS jsou připraveny na významné rozšíření operace. Podle britského ministerstva zahraničí by se tak ale Izrael připravil o většinu mezinárodní podpory.

### Pondělí 19. listopadu
Izraelské útoky proti pásmu Gazy byly zahájeny již za úsvitu. V okolí Gaza City zahynuli při jednom z útoků čtyři lidé včetně čtyřletého dítěte a dvou devatenáctiletých žen. V as-Saraja bylo při útoku IOS zabito osmnáctiměsíční dítě.
Podle tvrzení IOS od začátku operace dopadlo v Izraeli 570 raket vypálených z Gazy a 307 jich bylo zničeno nad obydlenými oblastmi.
Během dalšího izraelského bombardování bylo zničeno policejní ředitelství v Gaze. Samotný nálet byl vysílán živě na CNN a Al Jazeera English. Živě byl na Al Jazeera vysílán i raketový poplach v Aškelonu. Vypálené rakety byly ale zničeny ve vzduchu. Kromě leteckých útoků začal Izrael na pásmo Gazy útočit i z moře. Čtyři bojovníci Islámského džihádu byli při leteckém útoku zabiti v multimediálním centru v Gaze. V uprchlickém táboře Džabalija zahynuly při náletu dvě děti.
V Egyptě začala zprostředkovaná jednání mezi Hamásem a Izraelem o příměří. Izrael je podle B. Netanjahua připraven na vyhlášení 24- až 48hodinového příměří a částečné uvolnění blokády Gazy. Palestinské skupiny zároveň ustaly v ostřelování Izraele.

### Úterý 20. listopadu
Proti jihu Izraele bylo příslušníky palestinských milicí vystřeleno dalších 80 raket, z nichž 28 bylo zničeno již za letu. Jedna z raket dopadla do beduínské vesnice Rejwan, kde zabila civilistu. Proti Beršebě bylo vystřeleno 18 raket, z nichž nejméně 9 bylo sestřeleno a 3 dopadly přímo v Beršebě, přičemž jedna z nich po výbuchu šrapnelem poškodila autobus, druhá automobil a třetí dopadla na fotbalový stadion. Další rakety byly vystřeleny proti Aškelonu a Ofakimě. Dvě rakety byly vypáleny proti Jeruzalému, dopadly ale do volného prostoru mezi palestinskými vesnicemi na Západním břehu Jordánu. Další rakety zasáhly Kirjat Malachi, Sderot a Ašdod. Při raketovém útoku proti Eškolu byl odpoledne zabit jeden izraelský voják, při dalším dopadu rakety byl při explozi zabit jeden izraelský civilista a zraněno 15 izraelských vojáků. Jedna ze dvou dalších raket vypálených proti Jeruzalému zranila v šestipatrové budově čtyři lidi.
Při izraelském leteckém a dělostřeleckém bombardování Gazy byly ničeny raketomety a zabiti 3 palestinští bojovníci, z nichž 2 byli přímo zapojeni do raketových útoků. Velení IOS prohlásilo, že od začátku operace bylo zničeno i 50 tunelů sloužící k pašování zbraní. Během útoku bezpilotního letounu byly v Sabře zničeny dva automobily. Při tomto útoku zahynulo šest lidí, čtyři lidé zahynuli v Bagdádské ulici v Gaze. V Gaze byly při hraní fotbalu zabity dvě děti.
Pro podezření ze špionáže bylo v Gaze popraveno šest Palestinců obviněných ze spolupráce z Izraelem. Podle zdroje z Hamásu byli přistiženi s kamerami a hi-tech technikou. Tělo jednoho z těchto údajných spolupracovníků bylo po popravě přivázáno za motorku a vláčeno ulicemi.
Při protiizraelských demonstracích na západním břehu Jordánu došlo ke střetům mezi palestinskými demonstranty a izraelskou policií. Jeden Palestinec byl zastřelen v Halhúlu při napadení izraelského vojáka, další dva Palestinci byli zastřeleni při házení Molotovových koktejlů v Hebronu.
Při izraelském bombardování Gazy byla třemi raketami zasažena budova Agence France-Presse, nikdo ale nebyl zraněn. IOS uvedla, že útok byl mířen na zpravodajské středisko Hamásu sídlící v 7. patře budovy. Při dalších útocích byli zabiti čtyři palestinští novináři. Izraelští představitelé se k útokům přiznali a uvedli, že se jednalo o pracovníky Hamásu napojené na palestinské bojovníky.
Do Izraele přicestovala americká ministryně zahraničí Hillary Clintonová. Ta se sešla s B. Netanjahuem. K setkání s představiteli Hamásu nedošlo, neboť USA považují Hamás za teroristickou organizaci. USA dále odmítly marockou iniciativu na zastavení palby a žádaly, aby další země nepodkopávaly egyptskou zprostředkovatelskou úlohu. Důvodem odmítnutí byl navíc fakt, že se v marockém návrhu hovoří pouze o izraelském ostřelování a nezohledňuje se palestinské ostřelování Izraele. Za toto odmítnutí bylo USA kritizováno Ruskem. Ruský zástupce v RB OSN zároveň obvinil západní státy ze zdržovací taktiky. Egyptský prezident Morsájí prohlásil, že k dohodě mezi bojujícími stranami by mohlo dojít již 20. listopadu, ale jednání nakonec selhala a násilí pokračovalo. Mluvčí Hamásu později uvedl, že dosažení dohody o příměří je blízko.

### Středa 21. listopadu
Proti palestinských bojovníkům připravujícím odpálení raket v okolí Džabalie a Chan Junis zaútočila izraelská letadla. V uprchlickém táboře Nusseret v Gaze si izraelský nálet vyžádal život čtyřleté dívky, dalších šest lidí zahynulo v Gaza City. V Chan Junis zahynul osmdesátiletý muž s dospívající vnučkou.
Z Gazy bylo proti Izraeli odpáleno 116 raket. V oblasti Eškolu bylo při výbuchu rakety zraněno sedm lidí. Další rakety byly vypáleny proti Sdot Negev, Hof Aškelon, Šaar Hanagev a Bnei Šimon. V Beer Ševa zasáhla raketa dům, v Netivoru byla po zásahu domu zraněna jedna osoba. Další raketa explodovala v Ašdodu. Další dvě rakety v Beer Tuvii zranili jednu ženu a poškodili budovu.
Při dalším izraelském útoku v Gaze byla byly poškozeny objekty Al Jazeery a Associated Press, budova Agence France-Presse byla napadena dvakrát, přičemž při druhém útoku zahynulo v sousedství dvouleté dítě.
Ministryně zahraničí USA H. Clintonová a egyptský ministr zahraničí Mohamed Amr oznámili, že 21. listopadu večer vstupuje v platnost příměří. Po vyhlášení blížícího se příměří odpálili palestinští bojovníci proti jižnímu Izraeli další rakety. Na to Izrael odpověděl dělostřeleckou palbou. Fotbalový zápas ligy UEFA mezi Hapoel Ironi Kirjat Šmona a Athletic Bilbao, který se měl uskutečnit na stadionu v Haifě, byl kvůli napjaté bezpečnostní situaci odložen.
Od 20.00 SEČ vstoupilo v platnost dohodnuté příměří. Izraelští představitelé uvedli, že pokud Hamás poruší příměří, odpoví Izrael tvrdými protiopatřeními. Na raketové útoky z pásma Gazy provedené po vyhlášení příměří ale Izrael neodpověděl silou.
Během dopoledne došlo v autobuse městské dopravy Tel Avivu k výbuchu nastražené bomby. Atentát provedl izraelský občan arabského původu, který výbušninu umístil v přeplněném autobuse. Ta byla poté dálkově odpálena. Výbuch si vyžádal 20 zraněných. Mezinárodní společenství čin odsoudilo a prohlásilo za teroristický. K činu se přihlásila ozbrojená složka Fatahu Brigády mučedníků od Al-Aksá, Fatah označil čin za požehnaný.

## Ukončení bojů a vyjednávání
Protože Izrael a Hamás spolu odmítly vyjednávat, ujaly se role zprostředkovatelů Egypt a USA.
Izrael zveřejnil 6 požadavků vůči Palestincům, kterými podmínil své přistoupení na ukončení bojů:
- Po dobu 15 let nedojde k žádnému násilí
- Do Gazy se nebudou pašovat ani jinak dopravovat zbraně
- Budou zastaveny raketová útoky a napadání izraelských vojáků na hranici mezi Izraelem a Gazou
- Izrael si vyhrazuje právo kdykoliv zaútočit v případě napadení nebo potenciálního útoku
- Přechody mezi Izraelem a Gazou zůstanou uzavřené (přechody mezi Egyptem a Gazou mohou být otevřené)
- Za plnění výšeuvedených požadavků by měli převzít záruky egyptští politici[37]

Požadavky Hamásu, jejichž splnění požaduje výměnou za příměří:
- Ukončení všech izraelských útoků proti Gaze
- Ukončení námořní blokády Gazy
- Mezinárodní záruky garantující zrušení blokády[37]

21. listopadu oznámili egyptský ministr zahraničí Mohamed Kámil a americká ministryně zahraničí Hillary Clintonová uzavření dohody o klidu zbraní, které při zprostředkovaných jednáních uzavřeli zástupci Hamásu a Izraele. Dohoda o klidu zbraní vstoupila v platnost ve 20.00 SEČ. Ukončení bojů považují jak Izrael tak Hamás za své vítězství. Izraelský ministr obrany Ehud Barak prohlásil, že díky bombardování byly zničeny palestinské rakety dlouhého i středního doletu. Zároveň pohrozil tvrdšími akcemi, pokud Hamás dohodu poruší. Podle prvního průzkum izraelské televizní stanice Chanel 2 je 70% Izraelců proti příměří.
Poté, co dohoda o klidu zbraní vstoupila v platnost bylo z pásma Gazy vystřeleno na území Izraele 12 raket, přičemž všechny dopadly v neobydlených oblastech. Izraelská armáda na odpálení raket neodpověděla. 
V pásmu Gazy byl zabit 1 muž a další byli zraněni zbloudilými kulkami při oslavné střelbě.

## Bilance bojů

### Pásmo Gazy
Vedoucí představitelé Hamásu považují ukončení bojů za své vítězství, neboť možnosti Izraele dále napadat Gazu jsou pryč.
Během izraelských útoků bylo zabito 158 lidí, z to bylo 55 příslušníků palestinských ozbrojených skupin. Zbývající 103 oběti byli civilisté včetně 1 policisty, 30 dětí a 13 žen.
Podle představitelů IOS bylo zabito 177 Palestinců, z čehož bylo 120 ozbrojenců. Podle údajů OSN bylo na straně Palestinců zabito 103 civilistů. Podle tvrzení izraelského vojenského letectva byla přijata veškerá opatření, která měla zabránit civilním obětem. Letadla shazovala letáky, ve kterých v arabštině upozorňovala civilní obyvatelstvo na nadcházející útok.
Během izraelských útoků byla v Gaze zničena část infrastruktury a to včetně vládních budov. Celkem bylo úplně zničeno 55 domů, další byly ve větší či menší míře poškozeny. Zničeny dále byly 2 mešity, 34 poškozeny, zničeno bylo 8 vládních budov, 13 úřadoven policie a bezpečnosti včetně policejního ředitelství, 2 mosty a 28 vzdělávacích institucí utrpělo různé škody. Podle izraelských zdrojů bylo také zničeno 19 velitelských středisek, 140 tunelů sloužící k pašování zbraní, 26 výroben a skladů zbraní a desítky raket a odpalovacího zařízení. Celkové škody se vyčíslují.

### Izrael
Izrael považuje výsledek celé operace za své vítězství, neboť operace splnila svůj účel a své cíle. Bylo ukončeno ostřelování území Izraele a leteckými údery byly narušeny řídící a velící struktury Hamásu. Díky úderům byla dále snížena palestinská schopnost vést další raketové útoky proti Izraeli. Izrael zároveň uvolnil námořní blokádu a povolil rybářům rybolov do vzdálenosti 6 námořních mil od pobřeží. Tato vzdálenost byla ale 22. března 2013 snížena na 3 námořní míle jako reakce na raketový útok.
Během samotné operace na straně Izraele zahynulo 6 lidí; dva příslušníci IOS umístění poblíž hranice mezi Izraelem a pásmem Gazy. Zbývající 4 oběti byli civilisté včetně těhotné ženy, kteří zahynuli při raketovém bombardování Izraele. Při raketových útocích bylo zraněno 20 příslušníků IOS a 219 civilistů.
Během ostřelování ze strany palestinských radikálů bylo proti Izraeli celkem vypáleno 1506 raket z nichž 875 explodovalo na neobydlených místech, 421 jich bylo zničeno ve vzduch antiraketami systému Železná klenba, 50 jich explodovalo v obydlených oblastech. 152 raket se nepodařilo odpálit. Během raketové kampaně proti Izraeli byly palestinskými odbojovými skupinami vůbec poprvé odpáleny rakety dlouhého doletu Fadžr-5, a to proti Tel Avivu a Jeruzalému.
Během raketového ostřelování bylo v Izraeli poškozeno více než 1000 budov, obytných domů a bytů. Škody se odhadují na 25,6 milionů dolarů.

## Výzbroj

### Izraelci
V první fázi operace se do útoků proti cílům v pásmu Gazy zapojilo pouze izraelské letectvo. Izraelské území je proti raketovým útokům chráněno tzv. raketovým deštníkem nazývaným Železná klenba a tvořeným bateriemi protiraketových střel Tamir napojených na radary.

### Palestinci
Při útocích proti izraelskému území palestinské radikální skupiny požívají neřízené, ze země odpalované střely Kásam a ruské rakety Grad. Kromě toho začaly používat i íránské rakety Fadžr-5 (česky Úsvit) s doletem až 75 km, přičemž se hovoří i o možnosti nasazení jejich dvoustupňové verze, jež je ale náročnější na odpalování.

## Obvinění z válečných zločinů

### Hamás
Palestinské ozbrojené skupiny jsou OSN kritizované za cílené útoky proti civilnímu obyvatelstvu v Izraeli. Jako válečný zločin je označováno i používání vlastního obyvatelstva jako živých štítů pro vedení palby. Tím podle těchto tvrzení nespočívá vina za civilní oběti na IOS, ale na palestinských ozbrojencích. Další kritika se týká získávání mezinárodních sympatií využíváním civilních obětí včetně civilních obětí zabitých vlastní palbou. Dany Ajalon prohlásil, že 10 % všech vystřelených raket nedosáhlo Izrael a dopadlo do pásma Gazy.
IOS obvinily Hamás z využívání taktiky lidských štítů. Jerusalem Post a Fox News prohlásily, že odpalovací zařízení palestinských raket jsou záměrně umisťována vedle nemocnic, škol, mešit a dětských hřišť. IOS dále obvinily palestinské bojovníky ze zneužívání mezinárodní ochrany poskytované novinářům. Podle tohoto tvrzení Muhammed Šamalah, vojenský velitel pro jižní Gazu využíval vozidlo jasně označené zkratkou TV, což znamená, že se jednalo o vozidlo tisku.

### IOS
Podle New York Times je politickými představiteli a obhájci lidských práv masakr rodiny Dalú prohlašován za válečný zločin. Mluvčí IOS smrt celé rodiny nejprve prohlásil za nehodu, ale také řekl, že útok byl záměrný. Palestinské centrum pro lidská práva označilo útok za příklad do očí bíjícího útočení na civilisty. Z páchání válečných zločinů a zločinů proti lidskosti byl Izrael obviněn i na mimořádné schůzce Ligy arabských států konané na úrovni ministrů zahraničí. Turecký premiér Recep Tayyip Erdogan nazval Izrael teroristickým státem a obvinil ho z etnických čistek.
Za válečný zločin jsou označovány i izraelské útoky proti civilním budovám, policejním stanicím, mediálním centrům, bankám, fotbalovým stadionům i proti budově ministerstva kultury a vzdělávání, kritizována je i izraelská vojenská strategie ospravedlňující útoky na civilisty a civilní infrastrukturu.
Raketové útoky IOS proti dvěma mediálním centrům, při kterých bylo zraněno nejméně 9 palestinských novinářů (a zabiti i palestinští ozbrojenci včetně jednoho z velitelů Islámského džihádu) a poškozeny i kanceláře místních a zahraničních mediálních organizací odsoudila organizace Reportéři bez hranic (RBH). Christophe Deloire, generální tajemník RBH prohlásil: Ani cílená mediální podpora Hamásu nečiní útoky legitimními... útoky na civilní cíle jsou válečnými zločiny a závažným porušením Ženevských úmluv. Útoky proti palestinským novinářům byly vedeny na základě obvinění, že patří k Hamásu. 20. listopadu zaútočilo izraelské letectvo na automobil přepravující novináře z Gazy a tři z nich zabil. David Carr, dopisovatel New York Times poznamenal, že mluvčí IOS, který o těchto novinářích řekl, že měli vztah k násilné činnosti neoznačil útok jako chybu. Carr obvinil Izrael z používání amorfních frází o teroristické činnosti k ospravedlnění útoků. Organizace Human Rights Watch prohlásila, že vysílání prohamásovské či protiizraelské propagandy nečiní z civilního vysílače legitimní vojenský cíl. Abdal Nasir Najjar, předseda Syndikátu palestinských novinářů požádal o mezinárodní vyšetření útoků proti palestinským novinářům a dále řekl: Chceme, aby Izrael skoncoval s politikou zabíjení a zraňování novinářů, protože není žádný rozdíl mezi izraelskými, palestinskými či mezinárodními novináři.Organizace RBH prohlásila, že útoky proti novinářům v Gaze byly úmyslné.

## Propaganda

### Sociální sítě a internet
Propagandistická válka se rozeběhla na sociální síti Twitter. Obě zúčastněné strany, jak Izrael, tak Hamás na svých účtech zveřejňují nejen informace o svých akcích včetně fotek a videí, ale i pohrůžky protivníkům. Oficiální účet IOS byl za otevřenou pohrůžku násilím na nějakou dobu zablokován. Součástí této kampaně jsou i falešné účty.
Řada izraelských webů se stala cílem útoků skupiny Anonymous. Podle některých zdrojů se k 18. listopadu jednalo o 700 kyberútoků. Podle IOS se jejich specialistům podařilo odrazit 44 miliónu útoků. Během hackerského útoku vedeného z Kuvajtu byla odstavena webová stránka izraelského Likudu, obsah řady webů byl nahrazen zprávami odsuzujícími izraelskou kampaň a vyjadřující podporu obyvatelům Gazy.

### Izraelská mediální kampaň
Izraelská mediální kampaň na sociálních sítí je některými nezávislými pozorovateli vnímána jako nevhodná či dokonce agresivní. Wired Magazine ji dokonce popsal jako hyperbojovnou. IOS se začátkem operace znovuzprovoznila webovou stránku s gamifikačními funkcemi, tj. funkcemi, které vnášejí prvky počítačových her do neherní oblasti. Obsah této stránky někteří nezávislí i novináři popisují jako urážlivý, naprosto děsivý či ostudný.

### Palestinská mediální kampaň
Hamas je při své mediální kampani na Twitteru obviňován z rozšiřování podvržených fotografií mrtvých dětí, kterými se snaží získat mezinárodní podporu. Jako příklady jsou uváděny fotografie mrtvých dětí ze syrské občanské války, z nichž některé byly již v minulosti zveřejněny. V reakci na tato obvinění varoval Hamas obyvatele Gazy před šířením takových fotografií, neboť takové chování poškozuje národní bezpečnost a napomáhá izraelské psychologické válce. 

## Mezinárodní reakce
Evropská unie, USA, Velká Británie a další evropské země vyjádřily podporu izraelského práva na obranu a odsoudily palestinské raketové útoky. Naproti tomu Írán, Egypt, Turecko a další arabské či muslimské země izraelskou operaci odsoudily. Rada bezpečnosti OSN na svém zasedání nedosáhla jednoznačného rozhodnutí.